# Starksia y-lineata
Starksia y-lineata är en fiskart som beskrevs av Gilbert, 1965. Starksia y-lineata ingår i släktet Starksia och familjen Labrisomidae. Inga underarter finns listade i Catalogue of Life.